# Stenotabanus littoreus
Stenotabanus littoreus är en tvåvingeart som först beskrevs av James Stewart Hine 1907.  Stenotabanus littoreus ingår i släktet Stenotabanus och familjen bromsar. Inga underarter finns listade i Catalogue of Life.